# Bhedarganj
Bhedarganj är ett underdistrikt i Bangladesh. Det ligger i den centrala delen av landet, 60 kilometer söder om huvudstaden Dhaka.
Runt Bhedarganj är det mycket tätbefolkat, med 1 692 invånare per kvadratkilometer.